# Sam Bennett (ciclista)
Sam Bennett (Wervik, 16 ottobre 1990) è un ciclista su strada irlandese che corre per la Decathlon AG2R La Mondiale Team. Velocista, professionista dal 2011, in carriera ha vinto tre tappe al Giro d'Italia 2018, due al Tour de France 2020 e cinque alla Vuelta a España (due nel 2019, una nel 2020 e due nel 2022). Alla Grande Boucle 2020 vince la classifica a punti.

## Carriera

### Gli esordi
Dopo aver disputato qualche gare come stagista della FDJ nel 2010, passa professionista alla An Post–Sean Kelly a partire dalla stagione 2011. Inizia a farsi notare nel 2013 quando, durante la seconda tappa del Tour of Britain, attacca sullo strappo finale ma viene superato all'arrivo da Gerald Ciolek. Si impone quindi al termine della quinta tappa, caratterizzata una volata ristretta di una quindicina di corridori.
Nel 2014 passa al Team NetApp-Endura, squadra Professional Continental, e nel 2015, in maglia Bora-Argon 18, debutta al Tour de France, ritirandosi alla diciassettesima tappa dopo aver ottenuto come miglior risultato un decimo posto in volata. In stagione vince due tappe al Bayern Rundfahrt e la Parigi-Bourges. Nel 2016 si classifica centosettantaquattresimo, ovvero ultimo, al Tour de France, facendo comunque sua per il secondo anno la Parigi-Bourges.

### Dal 2017: le prime vittorie nel World Tour

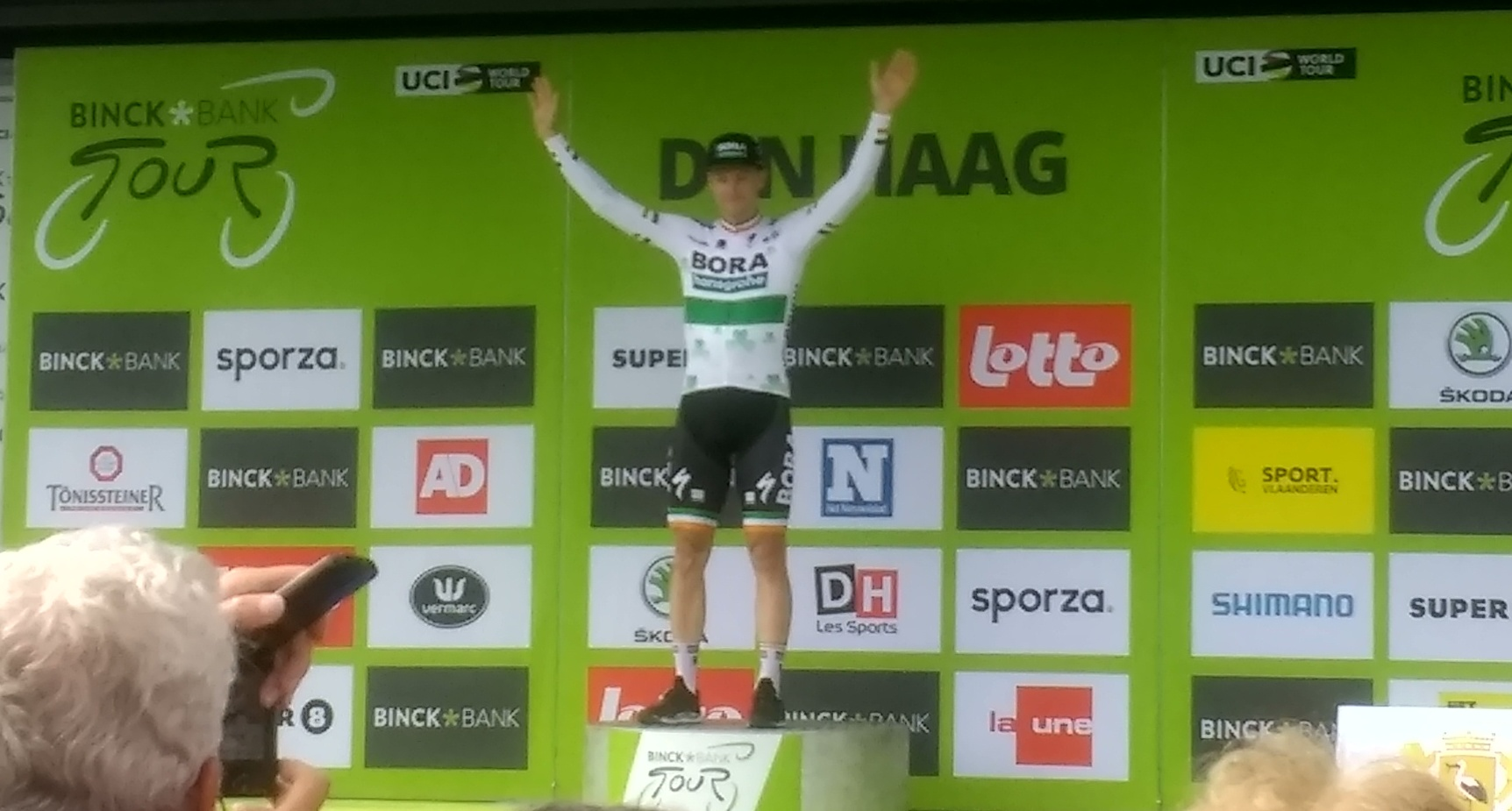
Bennett a L'Aja sul podio della penultima frazione del BinckBank Tour 2019 con la maglia di campione nazionale irlandese

Ottiene il primo successo in una gara di World Tour nel 2017, imponendosi nella terza tappa della Parigi-Nizza. Debutta quindi al Giro d'Italia ottenendo un secondo e tre terzi posti in volata. Nel finale di stagione vince quattro tappe del Presidential Cycling Tour of Turkey, portando a dieci il numero di successi stagionali.
Nel 2018 torna a correre il Giro d'Italia, presentandosi al via senza aver ottenuto alcuna vittoria in stagione. Tuttavia nella corsa rosa dimostra un ottimo stato di forma: si impone nella settima tappa, a Praia a Mare, davanti a Elia Viviani, in una volata di gruppo; vince poi anche la dodicesima tappa, con arrivo nel circuito automobilistico di Imola, resistendo agli attacchi sulla salita dei Tre Monti, imponendosi in uno sprint di gruppo e infine anche la ventunesima e ultima frazione, a Roma, ancora con una volata di gruppo. In giugno si afferma alla Rund um Köln. Nel finale di stagione, come nell'annata precedente, partecipa al Presidential Cycling Tour of Turkey, dove si impone in 3 frazioni.
Nel 2019 coglie la prima vittoria stagionale in Argentina, nella tappa conclusiva della Vuelta a San Juan. In marzo ottiene altre 3 vittorie, 1 all'UAE Tour e 2 alla Parigi-Nizza; partecipa alla Milano-Sanremo, non ottenendo i risultati sperati. In aprile, partecipa al Presidential Cycling Tour of Turkey, dove conferma il feeling con la corsa vincendo le prime 2 tappe.

## Palmarès

### Strada
- 2008 (dilettanti)

Campionati irlandesi, prova in linea juniores
- 2009 (dilettanti)

7ª tappa FBD Insurance Rás (Castlebar > Clara)
Tour of Ireland juniors
- 2010 (dilettanti)

Campionati irlandesi, prova in linea under-23
4ª tappa Rhône-Alpes Isère Tour (Saint-Maurice-l'Exil > Charvieu-Chavagneux)
- 2011 (An Post-Sean Kelly Team, una vittoria)

Grote Prijs Stad Geel
- 2013 (An Post-ChainReaction, tre vittorie)

3ª tappa An Post Rás (Nenagh > Listowel)
8ª tappa An Post Rás (Naas > Skerries)
5ª tappa Tour of Britain (Machynlleth > Caerphilly)
- 2014 (Team NetApp-Endura, tre vittorie)

Clásica de Almería
Rund um Köln
5ª tappa Bayern Rundfahrt (Wassertrüdingen > Norimberga)
- 2015 (Bora-Argon 18, cinque vittorie)

6ª tappa Tour of Qatar (Sealine Beach Resort > Doha Corniche)
1ª tappa Bayern Rundfahrt (Ratisbona > Waldsassen)
3ª tappa Bayern Rundfahrt (Selb > Ebern)
2ª tappa Arctic Race of Norway (Evenskjer > Setermoen)
Parigi-Bourges
- 2016 (Bora-Argon 18, tre vittorie)

1ª tappa Critérium International (Porto Vecchio > Porto Vecchio)
2ª tappa Giro della Toscana (Montecatini Terme > Pontedera)
Parigi-Bourges
- 2017 (Bora-Hansgrohe, dieci vittorie)

3ª tappa Parigi-Nizza (Chablis > Chalon-sur-Saône)
1ª tappa Tour of Slovenia (Capodistria > Kočevje)
4ª tappa Tour of Slovenia (Rogaška Slatina > Novo mesto)
2ª tappa Czech Cycling Tour (Olomouc > Frýdek-Místek)
4ª tappa Czech Cycling Tour (Olomouc > Dolany)
Sparkassen Münsterland Giro
1ª tappa Presidential Cycling Tour of Turkey (Alanya > Kemer)
2ª tappa Presidential Cycling Tour of Turkey (Kumlica > Fethiye)
3ª tappa Presidential Cycling Tour of Turkey (Fethiye > Marmaris)
5ª tappa Presidential Cycling Tour of Turkey (Selçuk > Smirne)
- 2018 (Bora-Hansgrohe, sette vittorie)

7ª tappa Giro d'Italia (Pizzo > Praia a Mare)
12ª tappa Giro d'Italia (Osimo > Imola)
21ª tappa Giro d'Italia (Roma > Roma)
Rund um Köln
2ª tappa Presidential Cycling Tour of Turkey (Alanya > Adalia)
3ª tappa Presidential Cycling Tour of Turkey (Fethiye > Marmaris)
6ª tappa Presidential Cycling Tour of Turkey (Bursa > Istanbul)
- 2019 (Bora-Hansgrohe, tredici vittorie)

7ª tappa Vuelta a San Juan (San Juan > San Juan)
7ª tappa UAE Tour (Dubai Safari Park > Dubai City Walk)
3ª tappa Parigi-Nizza (Cepoy > Moulins/Yzeure)
6ª tappa Parigi-Nizza (Peynier > Brignoles)
1ª tappa Presidential Cycling Tour of Turkey (Istanbul > Tekirdağ)
2ª tappa Presidential Cycling Tour of Turkey (Tekirdağ > Eceabat)
3ª tappa Critérium du Dauphiné (Le Puy-en-Velay > Riom)
Campionati irlandesi, prova in linea
1ª tappa BinckBank Tour (Beveren > Hulst)
2ª tappa BinckBank Tour (Blankenberge > Ardooie)
3ª tappa BinckBank Tour (Aalter > Aalter)
3ª tappa Vuelta a España (Ibi > Alicante)
14ª tappa Vuelta a España (San Vicente de la Barquera > Oviedo)
- 2020 (Deceuninck-Quick Step, sette vittorie)

1ª tappa Tour Down Under (Tanunda > Tanunda)
Race Torquay
4ª tappa Vuelta a Burgos (Gumiel de Izán > Roa)
3ª tappa Tour de Wallonie (Montzen > Visé)
10ª tappa Tour de France (Île d'Oléron > Île de Ré)
21ª tappa Tour de France (Mantes-la-Jolie > Parigi (Champs-Élysées))
4ª tappa Vuelta a España (Garray > Ejea de los Caballeros)
- 2021 (Deceuninck-Quick Step, sette vittorie)

4ª tappa UAE Tour (Al Marjan Island > Al Marjan Island)
6ª tappa UAE Tour (Deira Island > Palm Jumeirah)
1ª tappa Parigi-Nizza (Saint-Cyr-l'École > Saint-Cyr-l'École)
5ª tappa Parigi-Nizza (Vienne > Bollène)
Classic Brugge-De Panne
1ª tappa Volta ao Algarve (Lagos > Portimão)
3ª tappa Volta ao Algarve (Faro > Tavira)
- 2022 (Bora-Hansgrohe, tre vittorie)

Eschborn-Francoforte
2ª tappa Vuelta a España ('s-Hertogenbosch > Utrecht)
3ª tappa Vuelta a España (Breda > Breda)
- 2023 (Bora-Hansgrohe, tre vittorie)

1ª tappa Vuelta a San Juan (San Juan > San Juan)
1ª tappa Sibiu Cycling Tour (Sibiu > Sibiu)
4ª tappa, 1ª semitappa Sibiu Cycling Tour (Sibiu > Sibiu)
- 2024 (Decathlon AG2R La Mondiale Team, cinque vittorie)

2ª tappa Quattro Giorni di Dunkerque (Wimereux > Abbeville)
3ª tappa Quattro Giorni di Dunkerque (Saint-Laurent-Blangy > Bouchain)
5ª tappa Quattro Giorni di Dunkerque (Arques > Cassel)
6ª tappa Quattro Giorni di Dunkerque (Loon-Plage > Dunkerque)
Classifica generale Quattro Giorni di Dunkerque
- 2025 (Decathlon AG2R La Mondiale Team, quattro vittorie)

1ª tappa Tour de la Provence (Marsiglia > Saint-Victoret)
3ª tappa Tour de la Provence (Rognac > Arles)
1ª tappa Région Pays de la Loire Tour (Machecoul-Saint-Même > La Baule-Escoublac)
3ª tappa Région Pays de la Loire Tour (Tiercé > Hambers)

#### Altri successi
- 2016 (Bora-Argon 18)

Classifica a punti Giro di Toscana
- 2017 (Bora-Hansgrohe)

Classifica a punti Giro di Slovenia
Classifica a punti Czech Cycling Tour
- 2018 (Bora-Hansgrohe)

Classifica a punti Presidential Cycling Tour of Turkey
- 2019 (Bora-Hansgrohe)

Classifica a punti Presidential Cycling Tour of Turkey
Classifica a punti BinckBank Tour
- 2020 (Deceuninck-Quick Step)

Classifica a punti Tour de France
- 2021 (Deceuninck-Quick Step)

Classifica a punti Volta ao Algarve
- 2023 (Bora-Hansgrohe)

Classifica a punti Sibiu Cycling Tour
- 2024 (Decathlon AG2R La Mondiale Team)

Classifica a punti Quattro Giorni di Dunkerque
- 2025 (Decathlon AG2R La Mondiale Team)

Classifica a punti Région Pays de la Loire Tour

## Piazzamenti

### Grandi Giri
- Giro d'Italia

2017: 158º
2018: 112º
2025: 145º
- Tour de France

2015: ritirato (17ª tappa)
2016: 174º
2020: 138º
2024: ritirato (17ª tappa)
Vuelta a España
2019: 134º
2020: 136º
2022: non partito (10ª tappa)

### Classiche monumento
- Milano-Sanremo

2015: 78º
2016: 129º
2017: 66º
2019: 28º
2020: 59º
2021: 41º
2023: ritirato
- Giro delle Fiandre

2014: ritirato
- Parigi-Roubaix

2014: 134º
2016: fuori tempo

### Competizioni mondiali
- Campionati del mondo

Copenaghen 2011 - In linea Under-23: 95º
Limburgo 2012 - In linea Under-23: 10º
Toscana 2013 - In linea Elite: ritirato
Richmond 2015 - In linea Elite: 40º
Doha 2016 - In linea Elite: ritirato
Yorkshire 2019 - In linea Elite: ritirato
Glasgow 2023 - In linea Elite: ritirato

### Competizioni europee
- Campionati europei

Hooglede-Gits 2009 - In linea Under-23: 43º
Offida 2011 - In linea Under-23: ritirato
Goes 2012 - In linea Under-23: 7º
Herning 2017 - In linea Elite: 11º
Alkmaar 2019 - In linea Elite: 6º
Trento 2021 - In linea Elite: ritirato
Monaco di Baviera 2022 - In linea Elite: 5º